# Persone di cognome Lucas
| Questa pagina contiene informazioni ricavate automaticamente dalle voci biografiche con l'ausilio del template Bio e di un bot. L'aggiornamento è periodico e automatico e ricostruisce completamente la pagina. Se manca una persona in questa lista, sei pregato di non aggiungerla, ma accertati piuttosto che la sua voce biografica contenga il template Bio e che i dati anagrafici siano correttamente compilati. Se il template Bio manca, inseriscilo tu stesso o, in alternativa, metti l'avviso {{tmp\|Bio}} che ne segnala la mancanza. Se i dati riportati sono sbagliati, correggi direttamente la voce biografica; le modifiche saranno visibili in questa lista entro pochi giorni. Per chiarimenti vedi il progetto antroponimi. La lista contiene solo le 76 persone che sono citate nell'enciclopedia e per le quali è stato implementato correttamente il template Bio. Pagina aggiornata al 24 mar 2025. |

Questa è una lista di persone presenti nell'enciclopedia che hanno il cognome Lucas, suddivise per attività principale.

## Ammiragli(1)
- Engelbertus Lucas, ammiraglio olandese (Schiedam, n. 1747 - Schiedam, † 1797)

## Architetti(1)
- Colin Lucas, architetto britannico (Londra, n. 1906 - † 1984)

## Arcivescovi cattolici(1)
- George Joseph Lucas, arcivescovo cattolico statunitense (Saint Louis, n. 1949)

## Artiste(1)
- Sarah Lucas, artista inglese (Londra, n. 1962)

## Assassini seriali(1)
- Henry Lee Lucas, serial killer statunitense (Blacksburg, n. 1936 - Huntsville, † 2001)

## Attori(8)
- Craig Lucas, attore, sceneggiatore e drammaturgo statunitense (Atlanta, n. 1951)
- Josh Lucas, attore statunitense (Little Rock, n. 1971)
- Julien Lucas, attore e doppiatore francese (Les Lilas, n. 1976)
- Laurent Lucas, attore francese (Parigi, n. 1965)
- Mat Lucas, attore e doppiatore statunitense (New York, n. 1979)
- Matt Lucas, attore britannico (Londra, n. 1974)
- Sam Lucas, attore e cantante statunitense (Romney, n. 1850 - † 1916)
- Wilfred Lucas, attore, regista e sceneggiatore canadese (Norfolk, n. 1871 - Los Angeles, † 1940)

## Attrici(4)
- Isabel Lucas, attrice e attivista australiana (Melbourne, n. 1985)
- Jessica Lucas, attrice canadese (Vancouver, n. 1985)
- Lucie Lucas, attrice e modella francese (Asnières-sur-Seine, n. 1986)
- Sydney Lucas, attrice statunitense (Atlanta, n. 2003)

## Avvocati(1)
- Charles Lucas, avvocato, giurista e funzionario francese (Saint-Brieuc, n. 1803 - Parigi, † 1889)

## Batteristi(1)
- Shannon Lucas, batterista statunitense (n. 1984)

## Calciatori(9)
- Brandãozinho, calciatore brasiliano (Campinas, n. 1925 - San Paolo, † 2000)
- Bruno Lucas, ex calciatore brasiliano (Nova Petrópolis, n. 1996)
- Dakota Lucas, calciatore neozelandese (Hastings, n. 1991)
- João Lucas, calciatore portoghese (Caldas da Rainha, n. 1979 - Porto, † 2015)
- Mal Lucas, calciatore e allenatore di calcio gallese (Wrexham, n. 1938 - Wrexham, † 2024)
- Philippe Lucas, ex calciatore francese (Saint-Cloud, n. 1963)
- Ricardo Lucas, ex calciatore brasiliano (San Paolo, n. 1974)
- Tauatua Lucas, calciatore francese (n. 1994)
- Tommy Lucas, calciatore inglese (St. Helens, n. 1895 - Aylesbury, † 1953)

## Cantanti(2)
- Gene Austin, cantante statunitense (Gainesville, n. 1900 - Palm Springs, † 1972)
- Carrie Lucas, cantante statunitense (Carmel-by-the-Sea, n. 1945)

## Cestiste(2)
- Maggie Lucas, ex cestista e allenatrice di pallacanestro statunitense (Filadelfia, n. 1991)
- Italee Lucas, cestista statunitense (Las Vegas, n. 1989)

## Cestisti(7)
- Al Lucas, cestista statunitense (New York, n. 1922 - Levittown, † 1995)
- Eddie Lucas, ex cestista statunitense (Groton, n. 1975)
- Bryan Lucas, ex cestista statunitense (Stockton, n. 1978)
- Jerry Lucas, ex cestista statunitense (Middletown, n. 1940)
- Kalin Lucas, cestista statunitense (Detroit, n. 1989)
- Landen Lucas, ex cestista statunitense (Portland, n. 1993)
- Maurice Lucas, cestista e allenatore di pallacanestro statunitense (Pittsburgh, n. 1952 - Portland, † 2010)

## Chimici(1)
- Alfred Lucas, chimico britannico (Manchester, n. 1867 - † 1945)

## Chitarristi(1)
- Gary Lucas, chitarrista, compositore e produttore discografico statunitense (Syracuse, n. 1952)

## Ciclisti su strada(1)
- François Lucas, ciclista su strada francese

## Compositori(1)
- Charles Lucas, compositore, violoncellista e direttore d'orchestra inglese (Salisbury, n. 1808 - Wandsworth, † 1869)

## Criminali(1)
- James C. Lucas, criminale statunitense (Contea di Midland, n. 1912 - Sacramento, † 1998)

## Critici cinematografici(1)
- Tim Lucas, critico cinematografico, scrittore e editore statunitense (Cincinnati, n. 1956)

## Diplomatici(1)
- Hans-Dieter Lucas, diplomatico tedesco (Jülich, n. 1959)

## Economisti(1)
- Robert Lucas, economista statunitense (Yakima, n. 1937 - Chicago, † 2023)

## Entomologi(1)
- Hippolyte Lucas, entomologo e aracnologo francese (Parigi, n. 1814 - Parigi, † 1899)

## Filosofi(1)
- John Lucas, filosofo britannico (Guildford, n. 1929 - Somerset, † 2020)

## Fotoreporter(1)
- Uliano Lucas, fotoreporter italiano (Milano, n. 1942)

## Giocatori di football americano(5)
- Abraham Lucas, giocatore di football americano statunitense (Everett, n. 1998)
- Chase Lucas, giocatore di football americano statunitense (Chandler, n. 1997)
- Cornelius Lucas, giocatore di football americano statunitense (New Orleans, n. 1991)
- Jordan Lucas, giocatore di football americano statunitense (New Rochelle, n. 1993)
- Ken Lucas, ex giocatore di football americano statunitense (Cleveland, n. 1979)

## Giocolieri(1)
- Albert Lucas, giocoliere statunitense (n. 1960)

## Insegnanti(1)
- Arthur Henry Shakespeare Lucas, insegnante e botanico britannico (Stratford-upon-Avon, n. 1853 - Albury, † 1936)

## Mafiosi(1)
- Frank Lucas, mafioso e collaboratore di giustizia statunitense (La Grange, n. 1930 - Cedar Grove, † 2019)

## Matematici(1)
- Édouard Lucas, matematico francese (Amiens, n. 1842 - Parigi, † 1891)

## Mezzofondisti(1)
- Joel Lucas, ex mezzofondista francese (n. 1952)

## Militari(1)
- Andre Lucas, militare statunitense (Washington, n. 1930 - Thua Thien, † 1970)

## Montatrici(1)
- Marcia Lucas, montatrice e produttrice cinematografica statunitense (Modesto, n. 1945)

## Musicisti(1)
- Reggie Lucas, musicista, produttore discografico e chitarrista statunitense (New York, n. 1953 - New York, † 2018)

## Ostacoliste(1)
- Josanne Lucas, ostacolista trinidadiana (n. 1984)

## Piloti automobilistici(1)
- Jean Lucas, pilota automobilistico francese (Le Mans, n. 1917 - Saint-Martin-de-Ré, † 2003)

## Pittori(1)
- Marie-Félix-Hippolyte Lucas, pittore francese (Rochefort-sur-Mer, n. 1852 - Bougival, † 1925)

## Poeti(1)
- St. John Lucas, poeta inglese (n. 1879 - † 1934)

## Politiche(1)
- Caroline Lucas, politica britannica (Malvern, n. 1960)

## Politici(2)
- Frank Lucas, politico statunitense (Cheyenne, n. 1960)
- Robert Lucas, politico statunitense (Shepherdstown, n. 1781 - Iowa City, † 1853)

## Rapper(1)
- Joyner Lucas, rapper, cantante e attore statunitense (Worcester, n. 1988)

## Registi(1)
- Michael Lucas, regista, attore pornografico e produttore cinematografico russo (Mosca, n. 1972)

## Religiosi(1)
- Henry Lucas, religioso e politico inglese (n. 1610 - Londra, † 1663)

## Sceneggiatori(1)
- Jon Lucas e Scott Moore, sceneggiatore statunitense (Summit, n. 1975)

## Tipografi(1)
- Jean Maximilien Lucas, tipografo e editore francese (Rouen, n. 1636 - † 1697)

## Senza attività specificata(1)
- Soo Catwoman, britannica